# Perdicula asiatica
La perdicilla golirroja (Perdicula asiatica) es una especie de ave galliforme de la familia Phasianidae que vive en el subcontinente indio, distribuida por la India, Nepal, Pakistán y Sri Lanka.
Esta especie presenta dimorfismo sexual. El macho presenta bigoteras blancas y las partes inferiores y el cuello densamente listados en blanco y negro, con las partes superiores de tonos pardos veteadas en blanco y negro. En cambio las hembras tienen las partes inferiores lisas y de tonos castaños. En cambio ambos sexos presentan la garganta rojiza y listas superciliares blancas.
La dieta de la perdicilla golirroja se compone principalmente de semillas, en especial de las hierbas, aunque también atrapan algunos insectos. La época de cría tiene lugar tras las lluvias y dura hasta que llega el frío. Este periodo varía de unas regiones a otras en su área de distribución. Suelen poner cinco o seis huevos que incuban entre 16 y 18 días. La especie no está globalmente amenazada porque tiene un área de distribución extensa y tiende a evitar las zonas agrícolas. En cambio la población de Sri Lanka está disminuyendo desde los años 1950.
La perdicilla golirroja es principalmente un ave sedentaria, pero las poblaciones de Nepal migran al sur en invierno.